# Sandárás
Sandárás är en kulle i republiken Island. Den ligger i regionen Norðurland eystra, 400 km nordost om huvudstaden Reykjavík. Toppen på Sandárás är 77 meter över havet.
Trakten runt Sandárás är nära nog obefolkad, med mindre än två invånare per kvadratkilometer. Närmaste större samhälle är Þórshöfn, omkring 11 kilometer öster om Sandárás. Omgivningarna runt Sandárás är i huvudsak ett öppet busklandskap.